# Reductoderces campbellica
Reductoderces campbellica är en fjärilsart som beskrevs av John S. Dugdale 1971. Reductoderces campbellica ingår i släktet Reductoderces och familjen säckspinnare. Inga underarter finns listade.